# Stephanie Beatriz
Stephanie Beatriz (Neuquén, 10 de fevereiro de 1981) é uma atriz argentina-americana. Ela é mais conhecida por interpretar Detetive Rosa Diaz na série de televisão Brooklyn Nine-Nine, da Fox/NBC, Quiet na série live action Twisted Metal da Peacock e Carla no filme musical Em Um Bairro de Nova York. Além de estrelar como Bonnie no filme independente "A Luz da Lua", como Mirabel Madrigal em Encanto (filme) e como Vaggie na série animada Hazbin Hotel. 

## Biografia e carreira
Beatriz nasceu em Neuquén, na província de Neuquén, na Argentina, filha de pai colombiano e mãe boliviana. Com os pais e uma irmã mais nova, ela chegou aos Estados Unidos aos três anos de idade. Ela cresceu em Webster, Texas e frequentou a Clear Brook High School. Se tornou cidadã estadunidense aos 18 anos. Se formou no Colégio Stephens em 2002 e mudou-se para Nova York para continuar atuando. Em 2010, ela se mudou para Los Angeles, onde reside atualmente. E
A cicatriz na sobrancelha direita veio quando ela tropeçou em um tijolo de Lego quando ela tinha 10 anos.
Em julho de 2016, Beatriz revelou via Twitter que ela é bissexual.   Ela também contou que estava sofrendo de transtornos alimentares.  Em outubro de 2017, Beatriz anunciou seu noivado com Brad Hoss.
Beatriz teve papéis menores nas séries policiais de televisão The Closer e Southland, bem como no papel recorrente da irmã de Gloria, Sonia, na comédia Modern Family, da ABC. Ela apareceu no curta-metragem independente de 2013, Short Term 12. Também em 2013, ela interpretou a detetive Rosa Diaz no Brooklyn Nine-Nine(2013-2021), uma série de comédia de ação baseada em torno dos membros de uma delegacia de polícia do Brooklyn. Ela teve inúmeras aparições no palco no Oregon Shakespeare Festival, no Theatreworks USA, no The Old Globe Theatre e no Yale Repertory Theatre.
Beatriz estrela como Bonnie no filme independente, A Luz da Lua, escrito e dirigido por Jessica M. Thompson. A Luz da Lua estreou no festival de cinema South by Southwest (SXSW) de 2017, onde ganhou o Prêmio do Público para a Competição Narrativa . Foi revisto positivamente em The Hollywood Reporter, que afirmou que "Beatriz oferece um poderoso ... inabalável, autêntico desempenho" e na Variety, que disse que o filme foi "profundamente dilacerante" e o desempenho de Beatriz foi "habilmente equilibrado e julgado".  Em 2019, Stephanie fez sua estreia como diretora no oitavo episódio da sexta temporada de Brooklyn Nine-Nine intitulado, "He Said, She Said". O episódio  foi inspirado no movimento "Me Too", sobre assédio e agressão sexual.

## Filmografia

### Filmes
| Ano  | Título                            | Papel                | Notas                           |
| ---- | --------------------------------- | -------------------- | ------------------------------- |
| 2013 | Short Term 12                     | Jessica              |                                 |
| 2014 | You're Not You                    | Jill                 |                                 |
| 2016 | Pee-wee’s Big Holiday             | Freckles             |                                 |
| 2016 | Closure                           | Isabelle Davis       | Curta-metragem                  |
| 2016 | Ice Age: Collision Course         | Gertie               | Voz Original                    |
| 2017 | The Light of the Moon             | Bonnie               | Também como produtora executiva |
| 2018 | Half Magic                        | Candy                |                                 |
| 2019 | The Lego Movie 2: The Second Part | General Sweet Mayhem | Voz Original                    |
| 2021 | Em Um Bairro de Nova York         | Carla                |                                 |
| 2021 | Encanto                           | Mirabel Madrigal     | Voz Original                    |
| 2022 | Mulher-Gato: A Caçada             | Batwoman             | Voz Original                    |
| 2022 | The Bob's Burger Movie            | Chloe Barbash        | Voz Original                    |
| 2023 | Bucky F*cking Dent                | Mariana              |                                 |
| 2023 | First Time Female Director        | Lisa                 |                                 |

### Televisão
| Ano             | Título                                    | Papel                               | Notas                                                |
| --------------- | ----------------------------------------- | ----------------------------------- | ---------------------------------------------------- |
| 2009            | The Closer                                | Camila Santiago                     | Episódio: "The Life"                                 |
| 2012            | The Smart One                             | Natalee                             | Filme para TV                                        |
| 2013–2019       | Modern Family                             | Sonia Morales                       | 4 episódios                                          |
| 2013            | Southland                                 | Belinda Cargrove                    | Episódio: "Under the Big Top"                        |
| 2013            | Jessie                                    | Salma Espinosa                      | Episódio: "Toy Con"                                  |
| 2013            | Hello Ladies                              | Gatekeeper                          | Episódio: "The Limo"                                 |
| 2013–2021       | Brooklyn Nine-Nine                        | Detetive Rosa Diaz                  | Elenco Principal                                     |
| 2014            | Top Chef Duels                            | Herself                             | Episódio: "Jen Carroll vs. Nyesha Arrington"         |
| 2015            | Axe Cop                                   | Hasta Mia (voz)                     | Episódio: "The Center of the Ocean"                  |
| 2017            | The New V.I.P.'s                          | Elena                               | Filme para TV                                        |
| 2017            | Danger & Eggs                             | Sheriff Luke/ Capitã Banjo (voz)    | 4 episódios                                          |
| 2017            | @midnight                                 | Ela mesma                           | Episódio: "541"                                      |
| 2017-2022       | Bob's Burgers                             | Chloe Barbash/ Julia/ Pam (voz)     | 6 episódios                                          |
| 2018            | Hell's Kitchen                            | Ela mesma                           | Convidada; episódio: "Fish Out of Water"             |
| 2018-2019       | BoJack Horseman                           | Gina Cazador                        | 9 episódios                                          |
| 2019            | Into The Dark                             | Elena                               | Episódio: "Treehouse"                                |
| 2019            | One Day at a Time                         | Pilar                               | 3a Temporada; Episódio: "O enterro"                  |
| 2019            | The Unauthorized Bash Brothers Experience | Val Gal                             | Especial de Variedade                                |
| 2019            | Twelve Forever                            | Conelly                             | Voz original; 2 episódios                            |
| 2020            | Uma Família da Pesada                     | Anfitriã                            | Voz original; episódio: "Holly Bibble"               |
| 2020            | Elena of Avalor                           | Ixlan                               | Voz original; 3 episódios                            |
| 2020            | Wizards: Tales of Arcadia                 | Callista, Nemue, Deya A Entregadora | Voz original; 7 episódios                            |
| 2020            | Reno 911!                                 | Sofia a Traficante                  | Episódio: "Sofia the Drug Lord"                      |
| 2020–2021       | DuckTales                                 | Gosalyn Waddlemeyer                 | Voz original; 2 episódios                            |
| 2020–2021       | Central Park                              | Enrique                             | Voz original; 2 episódios                            |
| 2021            | Jurassic World Camp Cretaceous            | Tiff                                | Voz original; 5 episódios                            |
| 2021            | Devil May Care                            | Head Demon Gloria                   | Voz original; 7 episódios                            |
| 2021            | The Casagrandes                           | Blanca Guzman                       | Voz original; episódio: "Saving Face"                |
| 2021            | Q-Force                                   | Mira Popadopolous                   | Voz original; papel principal                        |
| 2021            | American Dad!                             | Chardonnay                          | Voz original; episódio: "Family Time"                |
| 2021            | Maya and the Three                        | Chimi                               | Voz original; papel principal                        |
| 2022            | Frango Robô                               | Alita, Maria Wong                   | Voz original; episódio: "May Cause an Excess of Ham" |
| 2022            | Dogs in Space                             | Pepper                              | Voz original; papel principal (segunda temporada)    |
| 2022–2023       | The Legend of Vox Machina                 | Lady Kima                           | Voz original; papel recorrente                       |
| 2023            | Big Mouth                                 | Lulu                                | Voz original; 3 episódios                            |
| 2023–2024       | Krapopolis                                | Daphne                              | Voz original; 4 episódios                            |
| 2023–atualmente | Twisted Metal                             | Quiet                               | Papel principal                                      |
| 2024            | Hazbin Hotel                              | Vaggie                              | Voz original; papel principal                        |
| TBA             | North Woods                               | Donalda                             | Voz original; papel principal                        |

### Internet
| Ano       | Título        | Papel                           | Notas                         |
| --------- | ------------- | ------------------------------- | ----------------------------- |
| 2016      | WIZARD        | Elizabeth (voz)                 | 3 Episódios                   |
| 2017      | Danger & Eggs | Sheriff Luke/Capitã Banjo (voz) | 4 Episódios                   |
| 2021–2022 | Alpha Betas   | Ruby Ortiz, Jane (voz)          | 5 Episódios; papel recorrente |